# 하마카와사키역
하마카와사키역(일본어: 浜川崎駅, はまかわさきえき)은 일본 가나가와현 가와사키시 가와사키구에 있는, 동일본 여객철도와 일본화물철도의 철도역이다. 도카이도 화물선, 난부 선 하마카와사키 지선, 쓰루미 선이 지나간다.

## 역 구조
난부 선과 쓰루미 선은 다른 역사를 사용하고 있다. 양 역사 모두 무인역으로, 난부 선 하마카와사키 역은 싯테 역이, 쓰루미 선 하마카와사키 역은 쓰루미 선 영업소가 관리하고 있다. 간이 개찰기에서 스이카 및 제휴 교통카드의 사용이 가능하다.
난부 선과 쓰루미 선 승강장 모두 섬식 1면 2선 구조이며 번호도 공유하지만, 난부 선의 1번 승강장은 쓰이지 않는다.

### 승강장
| 2 | ■ 난부 선   | 싯테 방면            |
| 3 | ■ 쓰루미 선 | 쇼와 · 오기마치 방면 |
| 4 | ■ 쓰루미 선 | 고쿠도 · 쓰루미 방면 |

## 화물 운송
일본화물철도가 운영하는 적하장은 동쪽에 있으며, 일본화물철도의 역무원이 근무하고 있다. 다이이치 시멘트가 오쿠타마역에서 이곳 적하장을 거쳐 전용선까지 석회석을 운송했으며, 니혼텟칸 (지금의 JFE 스틸) 제철소로도 전용선이 있었다.

## 역사
- 1918년 5월 1일 - 일본국유철도 도카이도 본선 화물지선의 종점으로 개업하였다.
- 1926년 3월 10일 - 쓰루미 임항철도의 여객역으로 와타리다 역이 개업하였다.
- 1930년 3월 25일 - 난부 철도의 화물역으로 신하마카와사키 역·하마카와사키 역이 개업하였다.
- 1930년 4월 10일 - 신하마카와사키 역이 여객역이 되었다.
- 1930년 10월 28일 - 와타리다 역이 여객역이 되었다.
- 1943년 7월 1일 - 쓰루미 임항철도가 국유화되었다. 와타리다 역이 하마카와사키 역의 쓰루미 선 승강장이 되었다.
- 1944년 4월 1일 - 난부 철도가 국유화되었다. 신하마카와사키 역이 하마카와사키 역의 난부 선 승강장이 되었다.
- 1987년 4월 1일 - 민영화에 따라 동일본 여객철도와 일본화물철도의 소속이 되었다.
- 2002년 3월 22일 - 스이카의 사용이 가능해졌다.

## 인접역
| 동일본 여객철도 난부 선 하마카와사키 지선 | 동일본 여객철도 난부 선 하마카와사키 지선 | 동일본 여객철도 난부 선 하마카와사키 지선 |
| ----------------------------------------- | ----------------------------------------- | ----------------------------------------- |
| JN 53 오다사카에 싯테 방면                | 난부 선 하마카와사키 지선                 | 시·종착역                                 |
| 동일본 여객철도 쓰루미 선                 |                                           |                                           |
| JI 07 무사시시라이시 쓰루미 방면          | 쓰루미 선                                 | JI 09 쇼와 오기마치 방면                  |